# 言語の一覧
この言語の一覧（げんごのいちらん）は、五十音順の言語（個別言語）の一覧である。他の分類された一覧は関連項目を参照。
「エスノローグ」は、主要およそ6,800の言語を名前順に一覧しており（外部リンク参照）、41,000の言語の変化形と方言を区別している。
この一覧は全ての言語を取り扱っているわけではなく、「自然言語」と、「人間が話す言語」だけを含んでいる。
- それら以外の言語については、「人工言語」および「架空言語」を参照されたい。
- 話者人口が特別多い言語に関しては「ネイティブスピーカーの数が多い言語の一覧」も参照されたい。

長音は直前の音の母音と同一視した。また、ヴァ行はバ行と同一視した。
| 目次 | 目次 | 目次 | 目次 | 目次 | 目次 | 目次 | 目次 | 目次 | 目次 | 目次 |
| ---- | ---- | ---- | ---- | ---- | ---- | ---- | ---- | ---- | ---- | ---- |
| わ   | ら   | や   | ま   | は   |      | な   | た   | さ   | か   | あ   |
|      | り   |      | み   | ひ   |      | に   | ち   | し   | き   | い   |
| を   | る   | ゆ   | む   | ふ   |      | ぬ   | つ   | す   | く   | う   |
|      | れ   |      | め   | へ   |      | ね   | て   | せ   | け   | え   |
| ん   | ろ   | よ   | も   | ほ   |      | の   | と   | そ   | こ   | お   |

（アルファベットのみの言語は、カナ表記が未確認・未確定）
カナ名未確定 - 参考文献 - 関連項目 - 外部リンク

## あ行

### あ
1. アアルヴァニティック語
2. アイカナ語（英語版）
3. アイスランド語 - Icelandic - Wiki: is
4. アイヌ語 - Ainu
5. アイマク語（バルバリ語） - Aimaq (Barbari)
6. アイマラ語 - Aymara - Wiki: ay
7. アイルランド語（アイルランド・ゲール語） - Irish (Irish Gaelic) - Wiki: ga
8. アカワイ語 - Akawaio
9. アカン語（ファンティ語） - Akan (Fanti) - Wiki: ak（→トウィ語版に統合）
10. アクイタニア語 - Aquitanian
11. アグール語（→レズギ語） - Agul
12. アクラノン語 - Aklanon
13. アサバスカ諸語（アサバスカ語） - Athabaskan languages
14. アシュク語 - Ashkun
15. アシュケナジム式ヘブライ語 - Ashkenazi Hebrew
16. アストゥリアス語 - Asturian - Wiki: ast
17. アゼルバイジャン語 - Azerbaijani - Wiki: az
18. アタ語 - Ata
19. アタカパ語 - Atakapa
20. アチェ語 - Acehnese language
21. アチョリ語 - Acholi
22. アッカド語（消滅） - Akkadian
23. アッサム語 - Assamese - Wiki: as
24. アッサン語（消滅）
25. アティカメク語
26. アディゲ語 - Adyghe
27. アデレ語 - Adele
28. アナル語 - Anal
29. アヌス語 - Anus
30. アヌン語
31. アネイチュム語 - Aneityum
32. アバザ語（アパタニ語） - Abaza
33. アバニョム語 - Abanyom
34. アパライ語 - Apalaí
35. アヴァル語（アヴァール語、アバール語） - Avar
36. アビノブン語
37. アブジマリア語 - Abujmaria
38. アブハズ語（アブハジア語） - Abkhaz (Abkhazian) - Wiki: ab
39. アフリカーンス語 - Afrikaans - Wiki: af
40. アヴェスター語（アベスタ語） - Avestan
41. アポリスタ語 - Lapachu
42. 奄美語 - Amami
43. アムエシャ語 - Yanesha' language
44. アムド・チベット語
45. アムハラ語 - Amharic - Wiki: am
46. アムル語 - Amorite
47. アラゴン語（アラコン語?） - Aragonese - Wiki: an
48. アラバマ語
49. アヴァル語
50. アラビア語 - Arabic - Wiki: ar
51. アラム語 - Aramaic - Wiki: arc
52. アラワク諸語 - Arawakan languages
53. アリュートル語 - Alutor
54. アリン語
55. アルゴンキン語 - Algonquin
56. アルザス語 - Alsatian
57. アルスター・スコットランド語 - Ulster
58. アルタイ語 - Altay
59. アルバニア語 - Albanian - Wiki: sq
60. アルピタン語 - Arpitan (Francoprovençal) - Wiki: frp
61. アルメニア語 - Armenian - Wiki: hy
62. アレウト語 - Aleut
63. アワディー語
64. アンガウル語 - Angaur
65. アンギカ語
66. アンゴラ語 - Angolar Creole
67. アンダマン諸語 - Andamanese languages
68. アンティル・クレオール語 - Antillean Creole
69. アンドア語 - Andoa language

### い
1. 彝語（イ語、ロロ語） - Yi - Wiki: ii
2. イーサーン語（イサーン語） - Isan
3. イェイ語 - Yeyi
4. イェスクワ語 - Yeskwa
5. イェニセイ諸語 Yeniseian_languages
  1. イェニセイ・オスチャーク語 - Yenisei-Ostyak
  2. イェニセイ・サモイェード語 - Yenisei-Samoyed
6. イェラ語 –
7. イェルメク語 - Yelmek
8. イェレ語
9. イシュコシム語 - Ishkashimi
10. イジョール語（→ イングリア語） - Izhorian
11. イスィラワ語 - Isirawa language
12. イストリア・ルーマニア語 - Istro-Romanian
13. イタリア語 - Italian (Italiano) - Wiki: it
14. イディッシュ語 - Yiddish - Wiki: yi
15. イテリメン語（→カムチャダール語） - Itelmen
16. イナリ・サーミ語 - Inari_Sami
17. イヌイナクトゥン語 - Inuinnaqtun
18. イヌクティトゥット語 - Inuktitut - Wiki: iu
19. イヌピアック語 - Inupiaq - Wiki: ik
20. イバナグ語 - Ibanag
21. イバン語
22. イビビオ語 - Ibibio
23. イボ語（イグボ語） - Ibo (Igbo, Biafran) - Wiki: ig
24. イムラゲン語 - Imraguen
25. イヤック語
26. イラク語 - Iraqi
27. イリノイ語 - Illinois
28. イリュリア語 - Illyrian
29. イルラ語 - Irula
30. イロカノ語 - Ilokano - Wiki: ilo
31. イロンゴ語（→ヒリガイノン語） - Ilonggo
32. イングーシ語 - Ingush
33. イングリア語（イジョール語） - Ingrian
34. イングリッシュ（イディッシュ英語） - Yiddish-English
35. インドネシア語 - Bahasa_Indonesia - Wiki: id
36. インド・ヨーロッパ祖語 (仮説上の言語) - Proto-Indo-European

### う
1. ウイグル語 - Uyghur (Uighur) - Wiki: ug
2. ウィラドゥリ語（ウィラージューリー語） - Wiradjuri(母語消滅)
3. ウィルタ語 - Orok
4. ウェールズ語 - Welsh - Wiki: cy
5. ウォロフ語 - Wolof - Wiki: wo
6. ウガリト語（ウガリット語） - Ugaritic
7. ウクライナ語 - Ukrainian - Wiki: uk
8. ウサルファ語 - Usaruf
9. ウズベク語 - Uzbek - Wiki: uz
10. ウ・ツァンチベット語
11. ウデヘ語 - Udehe
12. ウドムルト語 - Udmurt (Votyak) - Wiki: udm
13. ウビフ語 - Ubykh
14. ウルアンニリン語 - Uruangnirin
15. ウルドゥー語 - Urdu - Wiki: ur
16. ウルム語 - Urum

### え
1. 英語 - English - Wiki: en
2. エイヌ語 - Aini
3. エウェ語（エヴェ語） - Ewe - Wiki: ee
4. エヴェンキ語（エベンキ語） - Evenk
5. エジプト語 - Egyptian
6. エストニア語 - Estonian - Wiki: et
7. エストレマドゥーラ語 - Extremaduran - Wiki: ext
8. エセエハ語
9. エセレン語
10. エトルリア語 - Etruscan
11. エナウェネ・ナウェ語 - Enawene Nawe
12. エネツ語 - Enets
13. エラム語（消滅） - Elamite
14. エルジャ語 - Erzya

### お
1. オイラート語 - Oirat
2. オールムリー語 - Ormuri
3. 小笠原語 - Bonin english
4. オカナガン語 - Okanagan
5. 沖縄語 - Okinawa
6. オクサプミン語 - Oksapmin
7. オジブエ語（オジブワ語、チペア語、チペワ語） - Ojibwe (Chippewa)
8. オスチャーク語（→ハンティ語） - Ostyak
9. オスチャーク・サモイェード語（→セリクプ語） - Ostyak-Samoyed
10. オスマン語 - Ottoman
11. オセット語（オセト語） - Ossetic - Wiki: os
12. オック語 - Occitan - Wiki: oc
13. オランダ語 - Dutch - Wiki: nl
14. オランダ低ザクセン語 - Dutch Low Saxon - Wiki: nds-nl
15. オリヤー語 - Oriya - Wiki or
16. オルチャ語 - Olcha
17. オルドスモンゴル語
18. オロカイヴァ語 - Orokaiva
19. オロチ語 - Oroch
20. オロッコ語 - Orock
21. オロネツ語 - Olonets (Olonetsian, Livvi)

## か行

### か
1. ガ語 - Ga
2. ガーグジュ語 - Gaagudju
3. カーンデーシュ語 - Khandeshi
4. カイウィシャナ語 - Kawishana
5. カイディパン語
6. カウカット語
7. 回輝語
8. ガイアナ・クレオール語 - Guyanese Creole
9. カイリル語 - Kairiru
10. カインガン語（カインガング語） - Kaingang
11. カウィ語 - Kawi
12. カウェスカル語 - Qawasqar
13. カオンデ語 - Kaonde
14. ガガウズ語 - Gagauz
15. ガナサン語
16. カザフ語 - Kazakh - Wiki: kk
17. カシ語（カーシー語） - Khasi
18. カシミール語（カシュミール語） - Kashmiri - Wiki: ks
19. カシューブ語（カシュビアン語） - Kashubian - Wiki: csb
20. ガシュガーイー語 - Qashqai
21. カスティーリャ語（→スペイン語）
22. ガダバ語（ガダバン語） - Gadaba
23. カタバン語 - Qatabanian
24. カタルーニャ語（カタロニア語） - Catalan - Wiki: ca
25. ガナサン語（タウギ語） - Nganasan (Tavgi)
26. カバルド語（カバルダ語） - Kabardian
27. カパンパンガン語（パンパンガ語） - Kapampangan - Wiki: pam
28. カビエ語
29. カビル語（カビール語、カビーリ語） - Kabyle
30. ガファット語 - Gafat
31. カフィール語（ヌーリスターニー語） - Kafiri (Nuristani)
32. カマス語（消滅） - Kamas
33. カミラロイ語（ガミララーイ語） - Gamilaraay
34. カム語 - Kham
35. カム・チベット語
36. カムチャダール語（イテリメン語） - Kamchadal (Itelmen)
37. ガヨ語 - Gayo
38. ガラ語 - Gullah
39. カライム語 - Karaim
40. カラガス語 - Karagas
41. カラカルパク語 - Karakalpak
42. カラシャ語 - Kalasha
43. カラチャイ・バルカル語 - Karachay-Balkar
44. カラモジョン語 - Karamojong
45. ガリア語（ゴール語） - Gaulish
46. ガリシア語 - Galician - Wiki: gl
47. カリブ語 - Carib
48. カルムイク語 - Kalmyk - Wiki: xal
49. カレリア語 - Karelian
50. ガロ語
51. カロリン語 - Carolinian
52. カンカナウイ語（カンカナイ語） - Kankanaey
53. ガンダ語 - Luganda - Wiki: lg
54. 広東語（広州語、粤語） - Cantonese - Wiki: zh-yue
55. カンナダ語 - Kannada - Wiki: kn
56. カンブリア語（消滅） - Cumbric
57. 官話（→北方方言） - Mandarin

### き
1. キクユ語 - Gikuyu - Wiki: ki
2. 北ソト語 - Northern Sotho
3. 北ユカギール語 - North Yukaghir
4. 北ロル語
5. 北ンデベレ語 - North Ndebele
6. キチェ語 - K'iche'
7. キナライア語 - Kinaray-a (Hiraya)
8. キプチャク語（→新キプチャク語） - Kypchak
9. ギャロン語（嘉戎語)
10. 教会スラヴ語（教会スラブ語） - Church Slavonic
11. キリヴィラ語（キリウィナ語） - Kilivila
12. ギリシア語（ギリシャ語） - Greek - Wiki: el
13. ギリシア民衆語（→ディモティキ）- Modern Greek
14. キリバス語 - Kiribati (Kiribatese, Kiribatian)
15. ギリヤーク語（→ニヴフ語） - Giriyak (Nivx)
16. キリワ語 - Khirwar
17. キルギス語 - Kyrgyz - Wiki: ky
18. キルディン・サーミ語 - Kildin_Sami
19. キルンディ（→ルンディ語） - Kirundi - Wiki: rn
20. キニャルワンダ（→ルワンダ語） - Kinyarwanda - Wiki: rw
21. キンブンド語

### く
1. グアト語 - Guató
2. グアラニー語 - Guarani - Wiki: gn
3. グアンチェ語 - Guanche
4. クイ語 - Kuy
5. クイトラテック語 - Cuitlatec
6. グウィッチン語
7. クヴェン語
8. クオト語 - Kuot
9. グーグ・イミディル語 - Guugu Yimithirr
10. グジャラート語（グジャラーティー語） - Gujarati - Wiki: gu
11. 国頭語 - Kunigami
12. クヴィ語（クビ語） - Kuvi
13. クック諸島マオリ語
14. クテナイ語
15. クペレ語
16. クム語（カム語） - Kham
17. クムク語（クミク語） - Kumyk (Qumuq, Kumuk, Kumuklar, Kumyki)
18. クムザール語 - Kumzari
19. クメール語 - Khmer - Wiki: km
20. クヨヌン語 - Cuyonon
21. クラビト語（クラビット語） - Kelabit
22. クリー語 - Cree - Wiki: cr
23. クリーク語（→マスコギ語） - Creek
24. グリーンランド語 - Greenlandic （→Kalaallisut） - Wiki: kl
25. クリミア・タタール語（クリム・タタール語、クリミア・トルコ語） - Crimean Tatar (Crimean_Turkish)
26. クリムチャク語（ユダヤ・クリミア・タタール語） - Krimchak (Judeo-Crimean Tatar)
27. クルク語 - Kurukh
28. グルジア語 - Georgian - Wiki: ka
29. クルテプ語
30. クルド語 - Kurdish - Wiki: ku
31. クロアチア語 - Croatian - Wiki: hr
32. クワニャマ語 - Kwanyama - Wiki: kj

### け
1. ゲーズ語（ゲエズ語、古典エチオピア語） - Ge'ez
2. ケチュア語 - Quechua - Wiki: qu
3. ケット語 - Ket
4. ケミ・サーミ語 - Kemi Sami
5. ケレク語 - Kerek
6. ケン語
7. ケンシウ語 - Kensiu
8. 現代アッシリア・アラム語 - Assyrian Neo-Aramaic
9. 現代西アラム語 - Western Neo-Aramaic

### こ
1. 古英語（アングロサクソン語） - Old English (Anglo-Saxon) - Wiki: ang
2. 古代教会スラヴ語 - Old Church Slavonic
3. 古代ヌビア語 - Old Nubian
4. 古代南アラビア語 - Old South Arabian
5. 古ノルド語 - Old Norse
6. 古フランス語 - Old French
7. 古プロシア語 - Old Prussian
8. ゴア・コンカニ語
9. コエコエ語（ナマ語） - Khoekhoe
10. コータ語 - Kota
11. ゴート語（消滅） - Gothic - Wiki: got
12. コーヒスターン語 - Kohistani (Khili)
13. ゴール語（→ガリア語） - Gaulish
14. コーンウォール語 - Cornish - Wiki: kw
15. ゴーンディー語 – Gondi
16. ココスマレー語 - Cocos Malay
17. ココパ語 - Cocopa
18. コサ語（ホサ語） - Xhosa - Wiki: xh
19. コプト語 - Coptic
20. コダグ語 - Kodagu
21. 呉語 - Wu
22. コミ語（ジリエーン語、ジリエン語） - Komi (Zyrian) - Wiki: kv
  1. コミ・ジリエーン語（コミ・ジリエン語） - Komi-Zyrian
23. コラーミー語 - Kolami
24. コリャーク語 - Koryak
25. コルク語（コールクー語） - Korku
26. コルシカ語 - Corsican - Wiki: co
27. コルワ語（コルワー語） - Korwa
28. ゴロンタロ語
29. コワール語 - Khowar
30. コンカニ語 - Konkani
31. コンゴ語 - Kongo language - Wiki: kg
32. コン語（ター語） - Taa language
33. コンダ語 - Konda

## さ行

### さ
1. サーミ語（サーミ諸語、ラップ語） - Sami languages (Lappish)
2. ザガワ語 - Zhagawa
3. ザザキ語 - Zazaki
4. サハ語（ヤクート語） - Sakha
5. サポテカ語（ザポテカ語、ザポテック語、サポテック語） - Zapotec
6. サマリア語 - Samaritan Hebrew
7. サモア語 - Samoan - Wiki: sm
8. サモギティア語 - Samogitian - Wiki: bat-smg
9. サライキ語（サラーエキー語） - Saraiki
10. サラマッカ語 - Saramaccan
11. ザラモ語 - Zaramo
12. サラル語 - Salar
13. サリコーリー語 - Sarikoli
14. サリシュ語族 - Salishan languages
15. サルデーニャ語 - Sardinian - Wiki: sc
16. ザルマ語 - Zarma
17. サンカ語
18. ザン・グラ語 - Zan Gula
19. サングレーチー語 - Sanglechi
20. サンゴ語 - Sango - Wiki: sg
21. サンスクリット（サンスクリット語、梵語） - Sanskrit - Wiki: sa
22. サンタ語
23. サンダウェ語 - Sandawe
24. サンタル語（サンターリー語） - Santali
25. ザンデ語 - Zande

### し
1. ジア語 - Zia
2. シェ語(畲語)
3. シェルタ語
4. シクロ・アラビア語(=アラビア語シチリア方言)
5. シダモ語 - Sidamo
6. シチリア語 - Sicilian - Wiki: scn
7. シナー語 - Shina
8. シベ語（シボ語、錫伯語） - Sibe
9. シベリア語 - Siberian
10. シャイアン語 - Cheyenne - Wiki: chy
11. ジャマイカ・クレオール語 - Jamaican Patois
12. ジャラワ語 - Jarawa
13. ジャワ語 - Javanese - Wiki: jv
14. シャン語
15. 上海語 - Shanghainese
16. ジュアング語 - Juang
17. シュヴァーベン語 - Swabian German
18. シュマシュティー語 - Shumashti
19. シュメール語（消滅） - Sumerian
20. 湘方言（湘語、湖南語） - Xiang
21. 植民地アレマン語 - Alemán Coloneiro
22. 女真語（消滅） - Jurchen
23. ショナ語 - Shona - Wiki: sn
24. ショル語 - Shor
25. シリア語 - Syriac
26. ジリエン語（→コミ語） - Zyrian
27. 新キプチャク語 - New Kypchak
28. シンド語 - Sindhi - Wiki: sd
29. ジンバ語 - Zimba
30. シンハラ語（シンハリ語） - Sinhalese - Wiki: si

### す
1. スイスドイツ語 - Swiss German
2. スウェーデン語 - Swedish - Wiki: sv
3. スー語 - Sioux
4. ズールー語 - Zulu - Wiki: zu
5. スコットランド語 - Scots - Wiki: sco
6. スコットランド・ゲール語 - Scottish_Gaelic - Wiki: gd
7. スコルト・サーミ語 - Skolt Sami
8. ズニ語 - Zuni
9. スヌワール語
10. スピレ語 - Supyire
11. スペイン語 - Spanish - Wiki: es
12. スラナン語 - Srana
13. スラナン・トンゴ語
14. スリガオノン語 - Surigaonon
15. スリランカ・クレオール語(消滅)
16. スルカ語 - Sulka
17. スロバキア語（スロヴァキア語） - Slovak - Wiki: sk
18. スロベニア語（スロヴェニア語） - Slovenian - Wiki: sl
19. ズワイ語 - Zway
20. スワティ語（シスワティ） - Swati (Siswati) - Wiki: ss
21. スワヒリ語（キスワヒリ） - Swahili (Kiswahili) - Wiki: sw
22. スンダ語 - Sundanese - Wiki: su

### せ
1. セーシェル・クレオール語 - Seychelles Creole
2. ゼーランド語 - Zeelandic
3. 西夏語 - Tangut language
4. 西部オロモ語
5. セツワナ （→ ツワナ語） - Setswana
6. セソト （→ ソト語） - Sotho (Sesotho) - Wiki: st
7. セデック語
8. セブアノ語 - Cebuano - Wiki: ceb
9. セファルディム式ヘブライ語 - Sephardi Hebrew
10. セミノール語 - Seminole
11. セリ語
12. セリクプ語（オスチャーク・サモイェード語） Selkup (Ostyak-Samoyed)
13. セルビア語 - Serbian - Wiki: sr
14. セルビア・クロアチア語（セルボ・クロアチア語） - Serbo-Croatian - Wiki: sh
15. セレール語 - Serer

### そ
1. ソーラ語 - Sranang Tongo
2. ソケ語 – Zoque
3. ソッド語 - Soddo
4. ソト語（南ソト語） - Sotho - Wiki: st
5. ソマリ語 - Somali - Wiki: so
6. ソルブ語 - Sorbian
  1. 高地ソルブ語（上ソルブ語） - Upper Sorbian
  2. 低地ソルブ語（下ソルブ語） - Lower Sorbian
7. ゾンカ語 - Dzongkha - Wiki: dz
8. ソンガイ語 - Songhay
9. ソンソロール語 - Sonsorolese (Sonsorol, Sonsoral)

## た行

### た
1. ターズ語
2. タート語 - Tat
3. タイ語 - Thai - Wiki: th
4. タイノ語
5. 台湾語 - Taiwanese
6. タウギ語（→ガナサン語） - Tavgi
7. タウシロ語 - Taushiro
8. タウスグ語 - Tausug
9. ダウール語
10. タガログ語 - Tagalog - Wiki: tl
11. ダキア語 - Dacian(消滅)
12. ダグル語 - Dagur (Daur)
13. ダコタ語
14. ダザガ語 - Dazaga
15. タジク語 - Tajik - Wiki: tg
16. タシルハイト語（タシュリヒート語） - Tachelhit
17. タタール語 - Tatar (Kazan Tatar) - Wiki: tt
18. タチ語
19. タヒチ語 - Tahitian - Wiki: ty
20. タナクロス語 - Tanacross
21. タミル語 - Tamil - Wiki: ta
22. タネマ語 - Tanema
23. ダメーリー語 - Dameli
24. タラスコ語（プレペチャ語） - Tarascan
25. ダリー語、ダーリ語：
  1. ダリー語 (アフガニスタン) - Dari (Afghanistan)
  2. ダリー語 (ゾロアスター教) - Dari (Zoroastrian)
  3. ダリー・ペルシア語 - Dari-Persian
26. タリシュ語 - Talysh
27. タリフィット語（タリフィート語） - Tarifit
28. ダルギン語
29. ダルク語（ダールク語、ダルーグ語）（消滅） - Dharug
30. ダルマチア語（ダルマティア語） - Dalmatian
31. タン語
32. タングート語（消滅） - Tangut

### ち
1. チアチア語
2. チィパイ語 - Tiipai
3. チェコ語 - Czech - Wiki: cs
4. チェチェン語 - Chechen - Wiki: ce
5. チェロキー語 - Cherokee - Wiki: chr
6. チェワ語（チチェワ） - Chewa (Chichewa) - Wiki: ny
7. チベット語 - Tibetan - Wiki: bo
8. チペア語、チペワ語（→オジブエ語） - Chippewa
9. チペワイアン語 - Chipewyan
10. チャガタイ語 - Chagatai
11. チャッティースガリー語 - Chhattisgarhi
12. チャバカノ語（チャヴァカノ語）Chabacano or Chavacano
13. チマリコ語(消滅) - Chimariko
14. チャミクロ語　Chamicro
15. チャム語
16. チャモロ語 - Chamorro - Wiki: ch
17. チャリ語
18. 中央アラスカ・ユピック語
19. 中央ドゥスン語
20. 中国語 （北京語、広東語、客家語、福建語、閩南語などの総称） - Chinese - Wiki: zh
21. 中央ビコル語
22. チュクチ語 - Chukchi
23. チュヴァシ語 - Chuvash - Wiki: cv
24. チュリム語（チュリム・チュルク語、チュリム・タタール語 - Chulym (Chulym-Turkic, Chulym Tatar)
25. 朝鮮語 - Korean - Wiki: ko
26. チョクウェ語 - Chokwe
27. チョクトー語 - Choctaw - Wiki: cho
28. チワン語（壮語） - Zhuang - Wiki: za

### つ
1. ツァフル語 - Tsakhur
2. ツィムシアン語（チムシアン語） - Tsimshian
3. ツォツィル語 - Tzotzil
4. ツォンガ語 - Tsonga - Wiki: ts
5. ツトゥヒル語 - Tz'utujil
6. ツバル語（トゥヴァル語） - Tuvaluan
7. ツワナ語（セツワナ） - Tswana (Setswana) - Wiki: tn

### て
1. ティウィ語 - Tiwi
2. ティグリニャ語（ティグリニア語） - Tigrinya - Wiki: ti
3. ティグレ語 - Tigre
4. 低ザクセン語 - Low German - Wiki: nds
5. ティヴ語 - Tiv
6. ディモティキ（ギリシア民衆語） Dimotiki (Modern Greek)
7. ディジ語 - Dzhidi
8. ディダ語 - Dida
9. ディベヒ語 - Dhivehi - Wiki dv
10. ディンカ語
11. ティラフ語 - Tirahi
12. テソ語 - Teso
13. テダ語 - Teda
14. テトゥン語 - Tetum - Wiki: tet
15. テミアル語（北部サカイ語） - Temiar (Northern Sakai)
16. テレーノ語
17. テルグ語 - Telugu - Wiki te
18. テル・サーミ語 - Ter Sami
19. デンマーク語 - Danish - Wiki da

### と
1. ドイツ語 - German (Deutsch) - Wiki: de
2. ドゥアラ語 - Duala
3. トゥアレグ語 - Tuareg languages
4. トウィ語 - Twi
5. トゥバ語（トゥヴァ語、トバ語） - Tuvan
6. トゥピ語（トゥピナンバ語） - Tupian
7. トゥル語 - Tulu
8. トゥンブカ語 - Tumbuka
9. トールワリー語 - Torwali (Turvali)
10. トカラ語（消滅） - Tokharian
11. トク・ピシン（トクピジン、トク・ピジン語、トクピジン語） - Tok Pisin - Wiki: tpi
12. トケラウ語 - Tokelauan
13. トコデデ語 - Tocodede
14. トダ語 - Toda
15. トファ語 - Tofa
16. ドマーキ語（ドマーキー語） - Domaaki
17. トラキア語（消滅） - Thracian
18. トリンギット語（トゥリンギット語） - Tlingit
19. ドルガン語 - Dolgan
20. トルクメン語（トゥルクメン語） - Turkmen - Wiki: tk
21. トルコ語 - Turkish - Wiki: tr
22. トンガ語：
  1. トンガ語 (ポリネシア)（トンガ諸島） - Tongan - Wiki: to
  2. トンガ語 (ザンビア)（ザンビア、チトンガ語、イチトンガ語、ドンベ語） - Tonga (Zambia)
  3. トンガ語 (ニアサ)（マラウイ、西ニアサ語） - Tonga (Nyasa)

## な行

### な
1. ナーナイ語（ナナイ語） - Nanai
2. ナイキー語 - Naiki
3. ナイジェリア・ピジン - Nigerian pidgin
4. ナウル語 - Nauruan - Wiki: na
5. ナシ語 - Naxi
6. ナチェズ語
7. ナドゥブ語 - Nadëb
8. ナバホ語（ナヴァホ語） - Navajo (Navaho) - Wiki: nv
9. ナマ語（コエコエ語） - Nama
10. ナワトル語 - Nahuatl - Wiki: nah
11. ナンビクワラン語 - Nambikwara
12. 南部アサパスカ諸語（南部アサバスカ諸語） - Southern Athabaskan languages
13. 南部サーミ語 - Southern Sami

### に
1. ニアス語
2. ニーノシュク（新ノルウェー語） - Nynorsk - Wiki: nn
3. ニウアフォオウ語 - Niuafoʻou
4. ニウーエイ語（ニウエ語、ニウエー語） - Niuean
5. ニェレプ語 - Njerep
6. ニェン語
7. ニコバル語 - Nicobarese
8. 西アルメニア語
9. ニハリ語 - Nihali
10. 西フラマン語 - West Flemish - Wiki: vls
11. ニヴフ語（ニブフ語、ギリヤーク語） - Nivx
12. ニャンジャ語 - Nyanja
13. ニュンガル語 - Nyungar
14. ニョロ語 - Runyoro
15. 日本語 - Japanese - Wiki: ja
16. 日本手話 - JSL

### ぬ
1. ヌーキ語 - Nǀhuki
2. ヌートカ語 -Nuu-chah-nulth language
3. ヌーリスターニー語（→カフィール語） - Nuristani
4. ヌエル語（ヌアー語） - Nuer

### ね
1. ネコ語 - Neko
2. ネギダル語 - Negidal
3. ネネツ語（ユラク語） - Nenets (Yurak)
4. ネパール語 - Nepali - Wiki: ne
5. ネパール・バサ語

### の
1. ノーフォーク語
2. ノルン語 - Norn
3. ノガイ語 - Nogai
4. ノルウェー語 - Norwegian - Wiki: no
  1. ニーノシュク - Nynorsk
  2. ブークモール - Bokmål
  3. リクスモール - Riksmål
5. ノルマン語 - Norman - Wiki: nrm

## は行

### は
1. ヴァフシ方言 - Vafsi dialect
2. パーリ語 - Pali - Wiki: pi
3. バイエルン語 - Bayern
4. ハイチ語 - Haitian creole - Wiki: ht
5. バイニン語 - Qaqet
6. パイパイ語 - Paipai
7. ハウサ語 - Hausa - Wiki: ha
8. バオアン語
9. ハカス語 - Khakas
10. ハザール語 （消滅） - Khazar
11. パサマコディー語（パサマクォディー語） - Passamaquoddy
12. バシキール語（バシュキール語） - Bashkir - Wiki: ba
13. パシャイー語 - Pashayi
14. パシュトー語（パシュトゥー語、パシュト語） - Pashto - Wiki: ps
15. バスク語 - Basque - Wiki: eu
16. バダガ語 - Badaga
17. 客家語 - Hakka
18. ハッザ語（ハザ語） - Hadza (Hatsa)
19. ハッサーニーヤアラビア語
20. ハッティ語 - Hattic
21. パトア語
22. バナール語（バナル語） - Bahnar
23. ハニ語
24. バニュマス語 - Banyumasan - Wiki: map-bms
25. パハーリー語（パハーリー語） - Pahari
26. パピアメント語 - Papiamento - Wiki: pap
27. パフラヴィー語（パフラヴィ語） - Pahlavi
28. パフン語(巴哼語)
29. パラウク語 - Parauk
30. パラオ語 - Palauan
31. ハラジ語（ハラジュ語） - Khalaj
32. ハラリ語 - Harari
33. バリ語 - Balinese
34. パリア語 - Parya
35. パルダン語 - Pardhan
36. バルーチー語 - Balochi
  1. 南バローチー語 - Southern Balochi
37. バルティ語
38. パルジー語 - Parji (Duruwa)
39. バルバリ語（アイマク語） - Barbari (Aimaq)
40. ハワイ語 - Hawaiian - Wiki: haw
41. ハン語
42. パンガシナン語（パンガシナーン語） - Pangasinan
43. ハンガリー語 - Hungarian - Wiki: hu
44. パンジャブ語（パンジャーブ語） - Punjabi - Wiki: pa
45. ハンティ語（オスチャーク語） - Khanty (Ostyak)
46. バンバラ語 - Bambara

### ひ
1. ピ語 - Pe
2. ピアポコ語 - Piapoco
3. ピエモンテ語 - Piedmontese - Wiki: pms
4. ビーリー語 - Bhili
5. ヒカケ語 - Jicaque
6. ピクト語 - Pictish
7. ビスラマ語
8. ビコル語 - Bikol
9. ビサヤ語（ヴィサヤ語） - Visayan (Bisaya)
10. ヒシュカリヤナ語（ヒシュカリアナ語） - Hixkaryana
11. ビシュヌプリヤ・マニプリ語 - Bishnupriya Manipuri
12. ピダハン語（ピラハー語） - Pirahã
13. ピチャンチャチャラ語（ピッチャンチャジャーラ語） - Pitjantjatjara
14. ヒッタイト語 - Hittite
15. ビハール語（ビハーリー語） - Bihari - Wiki: bh
16. ピピル語
17. ヒュッテルドイツ語 - Hutterite German
18. ヴィラモヴィアン語 - Wymysorys
19. ヒリガイノン語（イロンゴ語） - Hiligaynon (Ilonggo)
20. ビルマ語（ミャンマー語） - Burmese - Wiki my
21. ヒンディー語 - Hindi - Wiki: hi

### ふ
1. ブア語 - Bua
2. プイ語
3. フィジー語 - Fijian - Wiki: fj
4. フィリピン語 - Filipino
5. フィンランド語（スオミ語） - Finnish (Suomi) - Wiki: fi
6. ブークモール（→ノルウェー語） - Bokmål
7. フェニキア語 - Phoenician language
8. フェロー語（フェーロー語） - Faeroese (Faroese) - Wiki: fo
9. フォロ語 - Forro Creole
10. フォン語 - Fon
11. プカプカ語 - Pukapukan language
12. ブギス語（ブギ語） - Buginese
13. 福建語 - Min
14. フツナ語
15. ブディブド語 - Budibud
16. ブドゥフ語
17. プヌ語(布怒語)
18. ブヌン語 - Bunun
19. プファルツ語
20. ブムタン語
21. ブラーフーイー語（ブラーフイー語） - Brahui
22. ブラックフット語（ブラックフィート語） - Blackfoot
23. フラニ語 - Fulani
24. フラン・コントワ語 - Frainc-Comtou
25. フランス語 - French - Wiki: fr
26. フランス領ギアナ・クレオール語 - French Guianese Creole - Wiki: gcr
27. プリ語
28. フリウリ語 - Friulian - Wiki: fur
29. フリギア語（消滅） - Phrygian
30. フリジア語 - Frisian - Wiki: fy
31. ブリヤート語 - Buryat
32. プリンシペ・クレオール語 - Principense Creole
33. フル語 - Fur
34. プル語
35. ブルガール語 - Bolgar
36. ブルガリア語 - Bulgarian - Wiki: bg
37. ブルーシャスキー語（ブルシャスキー語） - Burushaski
38. ブルトン語（ブレトン語） - Breton - Wiki: br
39. フルリ語 - Hurrian
40. プレペチャ語 （→ タラスコ語） - Purépecha
41. プロヴァンス語（プロバンス語） - Provençal

### へ
1. ペー語(白語)
2. ベオサック語 - Beothuk
3. 北京語（普通話、北平語） - Beijing
4. ベジャ語 - Beja
5. ベテ語 - Bété
6. ベトナム語（ヴェトナム語） - Vietnamese - Wiki: vi
7. ペヌティ語
8. ベプス語（ヴェプス語） - Veps - Wiki: vep
9. ヘブライ語 - Hebrew - Wiki: he
10. ペモン語 - Pemon
11. ベラクーラ語 - Bella Coola
12. ベラルーシ語（白ロシア語） - Belarusian - Wiki: be
13. ペルシア語（ペルシャ語） - Persian - Wiki: fa
14. ベルタ語 - Berta
15. ベルベル語 - Berber
16. ヘレロ語 - Herero (Otsiherero) - Wiki: hz
17. ベンガル語 - Bengali - Wiki: bn
18. ペンゴ語 - Pengo
19. ペンシルベニアドイツ語 - Pennsylvania German - Wiki: pdc
20. ヴェンダ語（ベンダ語） - Venda (Thivenda) - Wiki: ve
21. ベンバ語 - Bemba

### ほ
1. ホー語 - Ho
2. ボージプリー語（ボージュプリー語） - Bhojpuri
3. ボド語
4. ヴォート語（ボート語） - Votic
5. ポーランド語 - Polish - Wiki: pl
6. 北部サーミ語 - Northern Sami - Wiki: se
7. 北部ソト語 - Northern Sotho
8. ヴォグル語（→マンシ語） - Vogul
9. ホサ語（→コサ語） - Xhosa
10. ボスニア語 - Bosnian - Wiki: bs
11. 莆仙語
12. 北方方言（官話、マンダリン） – Mandarin Chinese
13. ホピ語 - Hopi
14. ボホラノ語 - Boholano
15. ポラーブ語 - Polabian (消滅)
16. ボルガル語 - Bolgar
17. ポルトガル語 - Portuguese - Wiki: pt
18. 梵語
19. ヴォロ語 - Võro - Wiki: fiu-vro

## ま行

### ま
1. マーザンダラーン語 - Mazandarani - Wiki: mzn
2. マーシャル語 - Marshallese - Wiki: mh（閉鎖）
3. マイアミ語 - Miami
4. マイティリー語 - Maithili
5. マオリ語 - Maori - Wiki: mi
6. マカオ語
7. マカッサル語（マカサル語） - Makasar
8. マケドニア語 - Macedonian - Wiki: mk
9. マケドニア・ルーマニア語 - Macedoromanian
10. マシャカリ語 - Maxakalí
11. マスコギ語（クリーク語、ムスコギ語） - Muscogee (Creek) - Wiki: mus
12. マスバテニョ語 - Masbatenyo
13. マダガスカル語（マラガシ語、マラガシー語） - Malagasy - Wiki: mg
14. マッラ語 - Marra
15. マトゥイフニラ語 - Martuthunira
16. マドゥラ語
17. マトル語 - Mator
18. マニプリ語：
  1. マニプリ語 - Meithei (Manipuri)
  2. ビシュヌプリヤ・マニプリ語 - Bishnupriya Manipuri
19. マプドゥングン語（マプチェ語） - Mapudungun (Mapuche)
20. マヤ語 - Maya
21. マラ語 - Mara
22. マラーティー語 - Marathi - Wiki: mr
23. マラヤーラム語（マラヤラム語） - Malayalam - Wiki: ml
24. マリ語 - Mari
25. マリア語 - Madiya
26. マリコパ語 - Maricopa
27. マルケサス語 - Marquesan
28. マルタ語 - Maltese - Wiki: mt
29. マルト語 – Malto
30. マレー語 - Malay - Wiki: ms
31. マンゲ語 - Mangue
32. マンシ語（ボグル語、ボグール語、ヴォグル語） - Mansi - Vogul
33. 満州語 - Manchu
34. マンダ語
  1. マンダ語 – Mandaic
  2. マンダ語 – Manda
35. マンダリン（→北方方言） - Mandarin
36. マンディンカ語 - Mandinka
37. マン島語（マン島ゲーリック語） - Manx - Wiki: gv

### み
1. ミクマク語 - Mi'kmaq
2. ミスキート語 - Miskito
3. ミシュテク語 - Mixtec
4. ミゾ語
5. 南アゼルバイジャン語
6. 南アルタイ語
7. 南ユカギール語 - South Yukaghir
8. 南ンデベレ語 - South Ndebele
9. ミナンカバウ語 - Minangkabau
10. ミ・ニャク語 - en:Muya language
11. 宮古語 - Miyako
12. 閩東語 - Min Dong - Wiki: cdo
13. 閩南語 - Min Nan - Wiki: zh-min-nan

### む
1. ムヘル語 - Muher
2. ムユウ語 - Muyuw
3. ムリア語 - Muria
4. ムルシ語 - Mursi
5. ムルレ語 - Murle
6. ムンジャン語 - Munji
7. ムンダーリー語（ムンダ語） - Mundari

### め
1. メグレノ・ルーマニア語 - Megleno-Romanian
2. メグレル語
3. メッサピア語 - Messapian
4. メノミニ語 - Menominee
5. メルパ語 - Melpa
6. メロエ語 - Meroitic

### も
1. モーリシャス・クレオール語 - Mauritius Creole
2. モアブ語 - Moabite
3. モホーク語（モーホーク語） - Mohawk
4. モクシャ語 - Moksha
5. モゴール語 - Moghol
6. モツ語 - Motu
7. モトゥラヴ語 - Mwotlap
8. モビリアン語 - Mobilian
9. モルジブ語 - Maldivian
10. モン語 - Mon
11. モングォル語 -Monguor (Tu)
12. モンゴル語（蒙古語） - Mongolian

## や行

### や
1. ヤーガン語 - Yaghan
2. ヤアク語 - Yaaku
3. ヤウラピティ語 – Yawalapití
4. ヤウル語
  1. ヤウル語 - Yaul
  2. ヤウル語 - Yawuru
5. ヤウレ語 - Yaure
6. 八重山語 - Yaeyama
7. ヤオ語 (バントゥー) - Yao
8. ヤガリア語 - Yagaria
9. ヤカン語 - Yakan
10. ヤキマ語 - Yakima en:Sahaptin language
11. ヤグァ語（ヤグア語） - Yagua
12. ヤクート語（→ サハ語） - Yakut
13. ヤグノブ語 - Yaghnobi
14. ヤコマ語 - Yakoma
15. ヤップ語 - Yapese
16. ヤナ語 - Yana
17. ヤノマミ語（ヤノマモ語、ヤノマム語） - Yanomami
18. ヤヴァパイ語 - Yavapai
19. ヤバラナ語 - Yabarana en:Mapoyo-Yabarana language
20. ヤビテーロ語（ヤヴィテーロ語） - Yavitero
21. ヤベム語 - Yabem
22. ヤマナ語 - Yaghan
23. ヤママディ語 - Jamamadí
24. ヤムデナ語 - Yamdena
25. ヤルマ語 - Yarumá
26. ヤルロ語 - Yaruro
27. ヤレ語
28. ヤワ語
29. ヤワラナ語 - Yawarana
30. ヤミ語 - Yami
31. ヤミナワ語 - Yaminahua

### ゆ
1. ユグル語（→西部ユグル語、東部ユグル語）
2. ユーチ語 - Yuchi
3. ユート語 - (アメリカ先住民族、パイユート(Paiute)族の言語) Ute dialect
4. ユカギール諸語 - Yukaghir languages
5. ユカテコ語 - Yucatec Maya
6. ユキ語 - Yuqui
7. ユクナ語 - Yucuna
8. ユクベン語 - Yukuben
9. ユクパ語 - Yukpa
10. ユダヤ・クリミア・タタール語 - Judeo-Crimean Tatar
11. ユピック語 - Yupik
12. ユラカレ語 – Yuracare
13. ユラツ語
14. ユル語 - Yulu
15. ユロック語 - Yurok

### よ
1. ヨガッド語 - Yogad
2. ヨクツ語 - Yokutsan
3. 与那国語 - Yonaguni
4. ヨルバ語 - Yorùbá
5. ヨンベ語 - Yombe

## ら行

### ら
1. ラール語 - Laal
2. ラーオ語（ラオ語、ラオス語） - Lao - Wiki: lo
3. ラージャスターン語（ラージャスターニー語） - Rajasthani
4. ラール語
5. ラーンダー語 - Lahnda
6. ラヴロン語
7. ラク語 - Lak - Wiki: lbe
8. ラコタ語 - Lakota (Lakhota)
9. ラズ語 - Laz
10. ラップ語（→サーミ語） - Lappish
11. ラディーノ語（ユダヤ・スペイン語） - Ladino (Judeo-Spanish) - Wiki: lad
12. ラディン語 - Ladin
13. ラテン語 - Latin (Latino) - Wiki: la
14. ラトガリア語 - Latgalian
15. ラドニア語- Ladonia
16. ラトビア語（ラトヴィア語） - Latvian - Wiki: lv
17. ラワン語 - Rawang
18. ランゴ語

### り
1. リー語 - Hlai
2. リオプラテンセ・スペイン語
3. リグリア語 - Ligurian - lij:Wiki: lij
4. リクスモール（→ノルウェー語） - Riksmål
5. リッヴィ語
6. リトアニア語 - Lithuanian - Wiki: lt
7. リプアーリ語 - Ripuarian - Wiki: ksh
8. リーフ語
9. リヴォニア語（リーヴ語） - Livonian
10. 琉球語（沖縄語、奄美語、宮古語、八重山語、与那国語、国頭語などの総称。琉球諸語） - Ryukyuan
11. リュディア語（リディア語） - Lydian
12. リルエット語 - Lillooet
13. リンガラ語 - Lingala - Wiki: ln
14. リンブルフ語 - Limburgish - Wiki: li

### る
1. ルーマニア語 - Romanian - Wiki: ro
2. ルイジアナ・クレオール語 - Louisiana Creole
3. ルクセンブルク語 - Luxembourgish - Wiki: lb
4. ルシタニア語
5. ルシン語
6. ルーシ語
7. ルッセノルスク - Russenorsk
8. ルテニア語 - Ruthenian
9. ルワンダ語（キニャルワンダ） - Kinyarwanda
10. ルンダ語 - Lunda
11. ルンディ語

### れ
1. レオン語
2. レズギ語（アグール語、アグル語） - Lezgi (Agul)
3. レナケル語 - Lenakel
4. レポント語 - Lepontic
5. レメリグ語 - Lemerig
6. レユニオン・クレオール語 - Réunion Creole

### ろ
1. ロシア語 - Russian - Wiki: ru
2. ロズィ語（ロジ語） - Lozi
3. ロツマ語
4. ロトカス語 - Rotokas
5. ロヒンギャ語 - Rohingya
6. ロマ語（ロマニー語、ロマニ語、ロマーニー語、ロマニア語、ジプシー語、ヴラックス・ロマニー語） - Romany - Wiki: rmy
7. ロマンシュ語（レトロマンス語） - Romansh - Wiki: rm
8. ロル語

1. ロロ語（→彝語） - Lolo （彝語のビルマでの名称）
2. ロンブロン語 - Romblomanon

## わ行

### わ
1. ワイガル語 - Waigali (Kalasha-ala)
2. ワイヌマ=マリアテ語 - Wainumá-Mariaté
3. ワショ語 - Washo
4. ワヒー語（ワヒ語） - Wakhi
5. ワピシャナ語 - Wapishana
6. ワベ語
7. ワライク語 - Waraikú
8. ワリス語
9. ワライワライ語（ワライ語、ワライ・ワライ語） - Waray-Waray - Wiki: war
10. ワルピリ語
11. ワロン語 - Walloon - Wiki: wa
12. ワユ語

### ん
1. ンギヤンバー語 - Ngiyambaa
2. ングルンブル語 - Ngomburr
3. ンコ語
4. ンデベレ語（→北ンデベレ語、南ンデベレ語） - Ndebele
5. ンドンガ語 - Ndonga
6. ンポンポ語

## カナ名未確定
以下は、カタカナ名が確定しておらず、英語版ウィキペディアに記事が存在する言語へのリンクを示す。
- A
- B
- C
- D
- E
- F
- G
- H
- I
- J
- K
- L
- M
- N
- O
- P
- Q
- R
- S
- T
- U
- V
- W
- X
- Y
- Z

### A
- en:Aguaruna language
- en:Amdang language
- en:Ammonite language
- en:Andalusian language（→アンダルシア方言、アル・アンダルス＝アラビア語）
- en:Anlo language
- en:Ao language（→アオ・ナガ語）
- en:Are language
- en:Argobba language
- en:Arvanitic language（→アアルヴァニティック語）
- en:Asi language
- en:Awadhi language（→アワディー語）

### B
- en:Badeshi language
- en:Balti language（→バルティ語）
- en:Basaa language（→バサ語）
- en:Bats language（→バツ語）
- en:Bavarian language（→バイエルン・オーストリア語）
- en:Bezhta language（→ベジュタ語）
- en:Bijil Neo-Aramaic
- en:Bikya language
- en:Bohtan Neo-Aramaic
- en:Bolaang Mongondow language
- en:Bukusu language（→ブクス語）

### C
- en:Caluyanon language
- en:Camunic language (消滅)
- en:Catawba language
- en:Cayuga language（→カユーガ語）
- en:Chaldean Neo-Aramaic（→アッシリア現代アラム語）
- en:Chaouia language（→シャウィーア語）
- en:Chemakum
- en:Chenchu language
- en:Chenoua language（→シェヌア語）
- en:Chiricahua language
- en:Chuukese language（→チューク語）
- en:Cocoma language
- en:Coeur D'Alene Tribe
- en:Comorian language（→コモロ語）
- en:Cuman language（→クマン語 (チュルク)）
- en:Curonian language

### D
- en:Dahlik language - "newly discovered"（→ダフラク語）
- en:Dalecarlian language
- en:Dargin language（→ダルグワ語）
- en:Dena'ina language
- en:Dida language (or Jula)
- en:Dogri language（→ドーグリー語）
- en:Dogrib language (or Tli Cho)（→ドグリブ語）
- en:Dongxiang language（→サンタ語）
- en:Dungan language（→ドンガン語）

### E
- en:Eblaite language（→エブラ語）
- en:Edomite language
- en:Ekoti language
- en:Even language（→エヴェン語）
- en:Eyak language]（→イヤック語）

### F
- en:Fang language（→ファン語）
- en:Fars language

### G
- en:Gangte
- en:Garhwali（→ガルワーリー語）
- en:Ghazw (Gazi)
- en:Gen language (Gen-Gbe, Mina)
- en:Ghomara language（→ゴマラ語）
- en:Gilaki language（→ギラキ語）
- en:Goaria language
- en:Gorani (Hewrami)
- en:Gula Iro language
- en:Gusii language（→グシイ語）
- en:Gurkhali language
- en:Gwich’in language（→グウィッチン語）

### H
- en:Hän language
- en:Harauti language（→ハーラウト方言）
- en:Harzani language
- en:Havasupai language
- en:Hazaragi
- en:Hertevin language
- en:Hiri Motu language（→ヒリモツ語）
- en:Hmong language（→ミャオ語）
- en:Hulaula language

### I
- en:Iban language（→イバン語）
- en:Ikalanga language
- en:Ilongot language
- en:Inuvialuktun language（→イヌヴィアルクトゥン語）

### J
- en:Jacaltec（→ハカルテク語）
- en:Jalaa language（→ジャラー語）
- en:Jibbali language (Shehri)（→シャフラ語）
- en:Jicarilla language
- en:Judeo-Aramaic language (extinc)

### K
- en:Kachin (→en:Jingpo)（→ジンポー語）
- en:Kankanai language
- en:Khmu language
- en:Kichagga language (kichaga)（→チャガ語）
- en:Kimatuumbi language
- en:Kirombo (rombo)（→ロンボ語）
- en:Kivunjo language (Vunjo)
- en:Klallam language
- en:Kodava Takk (他の言語からはしばしば Kodagu または Coorgi と呼ばれる)（→コダヴァ語）
- en:Korandje language
- en:Korowai language
- en:Kosraean language（→コスラエ語）
- en:Koyra Chiini language（→コイラ・チーニ語）
- en:Koy Sanjaq Surat language
- en:Kujarge language
- en:Kumauni language（→クマーオニー語）

### L
- en:Ladakhi language（→ラダック語）
- en:Lamani language (en:Banjari)（→ランバディ語）
- en:Lenni Lenape language（→デラウェア語）
- en:Ligbi language (Ligby)
- en:Ligurian (ancient language) (現代リグリア語とは別言語。消滅)（→古代リグリア語）
- en:Lipan Apache
- en:Lishana Deni
- en:Lishan Didan
- en:Lishanid Noshan
- en:Lobedu language
- en:Lotha language
- en:Plautdietsch（低地ドイツ語の東方言）（→メノナイト低地ドイツ語）
- en:Ludic language (Lude)（→リュード語）
- en:Lummi language
- en:Luri (ペルシア語の派生語)（→ロル語）
- en:Lushootseed
- en:Lusoga language（→ソガ語）

### M
- en:Ancient Macedonian language（→古代マケドニア語）
- en:Magadhi language（→マーガディー）
- en:Mohican language（→マヒカン語）
- en:Mahl language（→ディベヒ語）
- en:Makhuwa-Meetto language（→マクア語）
- en:Malvi
- en:Mam language（→マム語）
- en:Manipuri（→マニプリ語）
- en:Manyika language
- en:Mapudungun (Mapuche)（→マプチェ語）
- en:Maranao language（→マラナオ語）
- en:Maria language（→マリア語、en:Maria language (Papua New Guinea)）
- en:Masaba language（→マサバ語）
- en:Mauritian Creole（→モーリシャス・クレオール語）
- en:Meänkieli（→メアンキエリ）
- en:Megrelian language（→メグレル語）
- en:Mehri language（→マフラ語）
- en:Mentawai language（→メンタワイ語）
- en:Merya language（→メリャ語）
- en:Mescalero-Chiricahua language
- en:Michif language（→ミチフ語）
- en:Mlahsö language
- en:Mohegan-Pequot language
- en:Molengue language
- en:Mono language
- en:Motu language
- en:Mpre language
- en:Muromian language

### N
- en:Nafaanra language
- en:Ndau language
- en:Neapolitan language（→ナポリ語）
- en:Ngumba language（→クワシオ語）
- en:Nhengatu language（→ニェエンガトゥ語）
- en:Niellim language
- en:Norfuk language（→ノーフォーク語）
- en:N/u language (→ヌン語 (ツウ語族))
- en:Nyabwa language
- en:Nyah Kur language
- en:Nyangumarta language

### O
- en:Old Persian language（→古代ペルシア語）
- en:Old Prussian language（→プロシア語）
- en:Omagua language
- en:Ongota（→オンゴタ語）
- en:O'odham language
- en:Oromifa language（→オロモ語）
- en:Oropom language

### P
- en:Pecheneg language
- en:Phalura language（→パルーラ語）
- en:Phuthi language
- en:Picard language（→ピカルディ語）
- en:Plautdietsch (Mennonite Low German)（→メノナイト低地ドイツ語）
- en:Potiguara language
- en:Pucikwar language

### R
- en:Ratagnon language
- en:Réunion Creole（→レユニオン・クレオール語）
- en:Runyankole language（→ニャンコレ語）

### S
- en:Sabaean (消滅)（→サバ語）
- en:Sara language
- en:Savi
- en:Sawai language（→サワイ語）
- en:Scanian language
- en:Selonian language（→セロニア語）
- en:Senaya language
- en:Sened language（→セネド語）
- en:Senhaja de Srair language（→サンハジャ語）
- en:Sepedi language（→北ソト語）
- en:Seychellois Creole（→セーシェル・クレオール語）
- en:Shimaore language（→マオレ・コモロ語）
- en:Sika language
- en:Silesian
- en:Sindarin（→シンダール語）
- en:Siraiki
- en:Slavey language（→スレイビー語）
- en:Sonjo language
- en:Soqotri language（→ソコトラ語）
- en:Sucite language
- en:Suba language
- en:Sudovian language（→スドヴィア語）
- en:Svan language（→スヴァン語）

### T
- en:Tabasaran language（→タバサラン語）
- en:Talossan language
- en:Tharu language（→タルー語）
- en:Tobian language（→トビ語）
- en:Tocharian languages（→トカラ語）
- en:Tongva language（→ガブリエリーノ語）
- en:Trasianka
- en:Tsat language（→回輝語）
- en:Tshiluba language（→ルバ語）
- en:Tupinkin language
- en:Turoyo language（→トゥロヨ語）

### U
- en:Unserdeutsch language
- en:Uripiv language

### W
- en:Waima language
- en:Wayampi language
- en:Weyto language
- en:Wolane language
- en:Wu language（→呉語）

### X
- en:ǀXam language
- en:Xu language
  - en:Kung-ekoka language
  - en:Kxoe language

### Y
- en:Yakha language
- en:Yanomamö language
- en:Yanyuwa language
- en:Yaqui language
- en:Yauma language
- en:Yavapai language
- en:Yazgulyam language（→ヤズグリャム語）
- en:Yazdi
- en:Yemenite Hebrew language（→イエメン式ヘブライ語）
- en:Yeni language
- en:Yeniche language
- en:Yerkish（→ヤーキッシュ）
- en:Yevanic language（→ユダヤ・ギリシア語）
- en:Yidiny language
- en:Yinggarda language
- en:Yinglish
- en:Yugambal language
- en:Yugh language（→ユグ語）
- en:Yuki language
- en:Yurats language（→ユラツ語）

### Z
- en:Záparo language